# Selvatn
Selvatn är en sjö på Island. Dess yta är 0,7 km2.